# (1783) Альбицкий
(1783) Альбицкий (лат. Albitskij) — типичный астероид главного пояса, открыт 24 марта 1935 года российским и советским астрономом Григорием Неуйминым в Симеизской обсерватории и 1 июня 1980 года назван в честь российского и советского астронома Владимира Альбицкого.

## Обнаружение и именование
(1783) Альбицкий
Открыт 24 марта 1935 года в Симеизе Г. Н. Неуйминым.
Назван в память о Владимире Александровиче Альбицком (1891—1952), заведующем Симеизским отделом Пулковской обсерватории с 1934 года. Он открыл десять пронумерованных малых планет и хорошо известен своими исследованиями лучевых скоростей и переменных звёзд.
Оригинальный текст (англ.)1783 Albitskij
Discovered 1935 Mar. 24 by G. Neujmin at Simeis.
Named in memory of Vladimir Aleksandrovich Albitskij (1891—1952), head of the Simeis department of the Pulkovo Observatory from 1934 onward. He discovered ten numbered minor planets and is well known for his research on radial velocities and variable stars.
Источник: M.P.C. 5357.

## Орбита

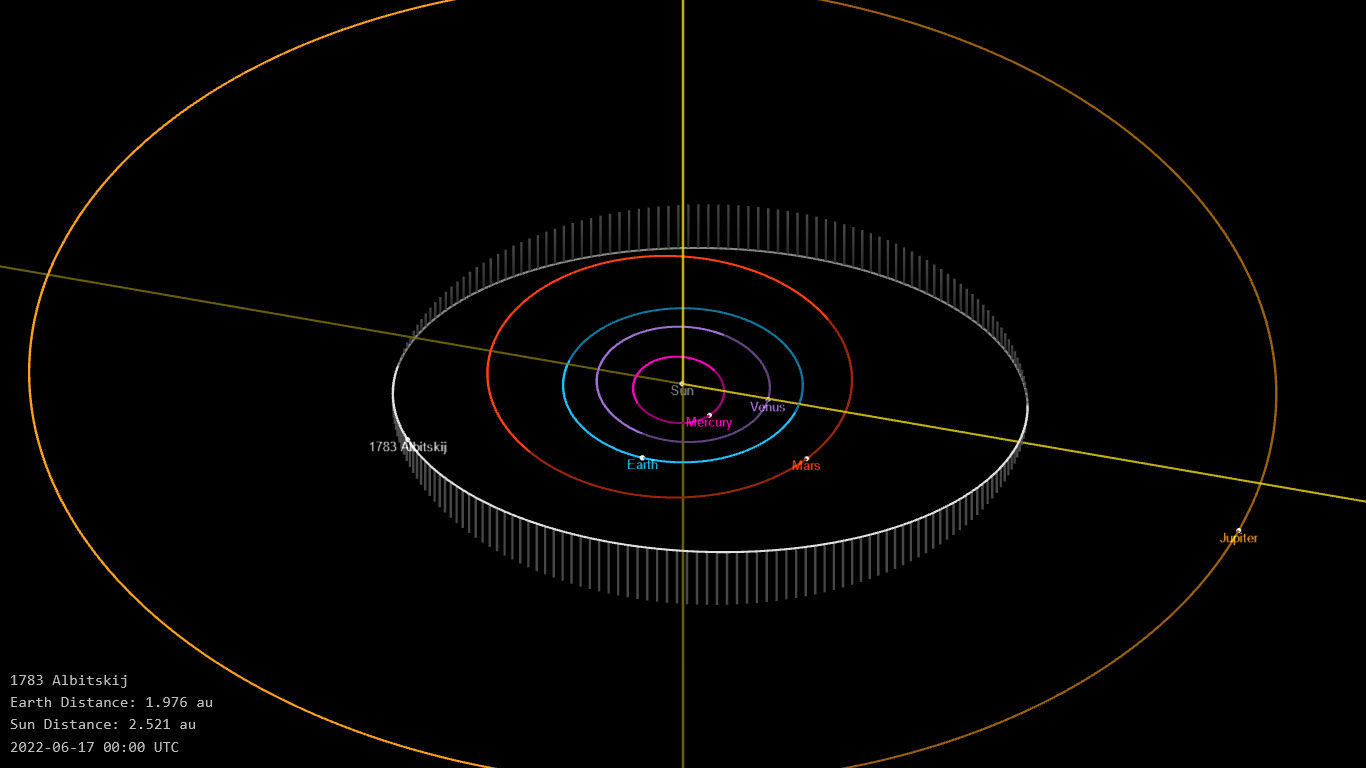
Орбита астероида Альбицкий и его положение в Солнечной системе

## Физические характеристики
Из результатов второго этапа спектроскопической съёмки малых астероидов главного пояса (Small Main-belt Asteroid Spectroscopic Survey, SMASSII) следует, что астероид относится к таксономическому классу Ch, а по результатам наблюдений системы телескопов панорамного обзора и быстрого реагирования Pan-STARRS — к классу C.
По результатам наблюдений в инфракрасном диапазоне орбитальной обсерватории IRAS и спутника Akari и наблюдений в видимом и ближнем инфракрасном диапазоне космического телескопа NEOWISE диаметр астероида сначала оценивался равным 21,36±2,4 км, позже — 24,268±0,093 км, 24,68±0,76 км, 24,64±7,83 км, 20,47±6,78 км, 21,858±7,535 км, 24,268±0,093 км,
23,54±6,04 км, 21,70±7,21 км и 20,48±5,20 км, 21,14±5,59 км. Согласно тем же источникам альбедо оценивается как 0,0738±0,019, 0,0546±0,0091, 0,057±0,004, 0,051±0,048, 0,06±0,07, 0,0372±0,0316, 0,055±0,009, 0,037±0,021, 0,041±0,032 и 0,050±0,059, 0,044±0,029.